# ARISS

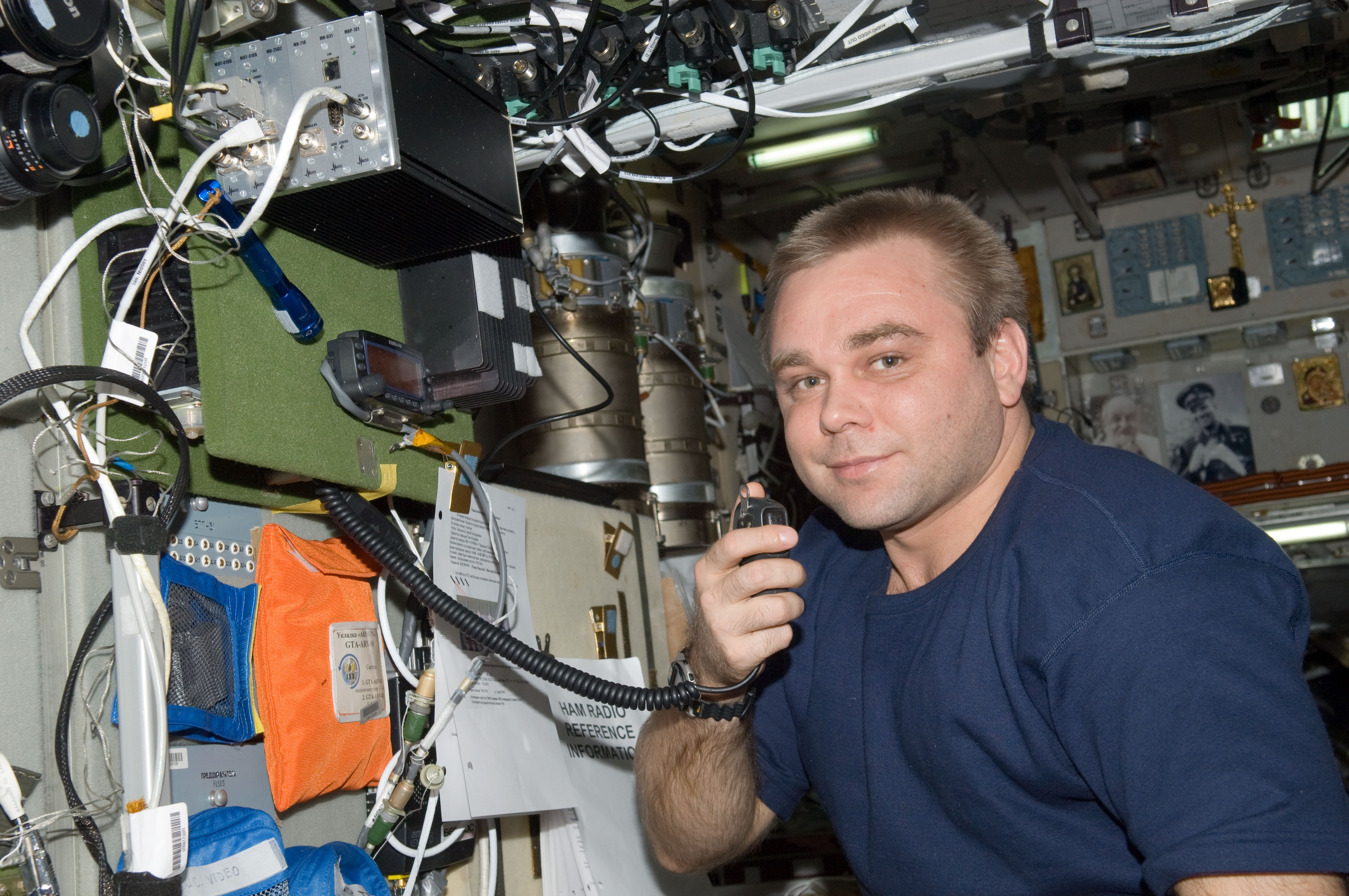
Kosmonaut Maxim Surajew bei einem Amateurfunkkontakt (2010)

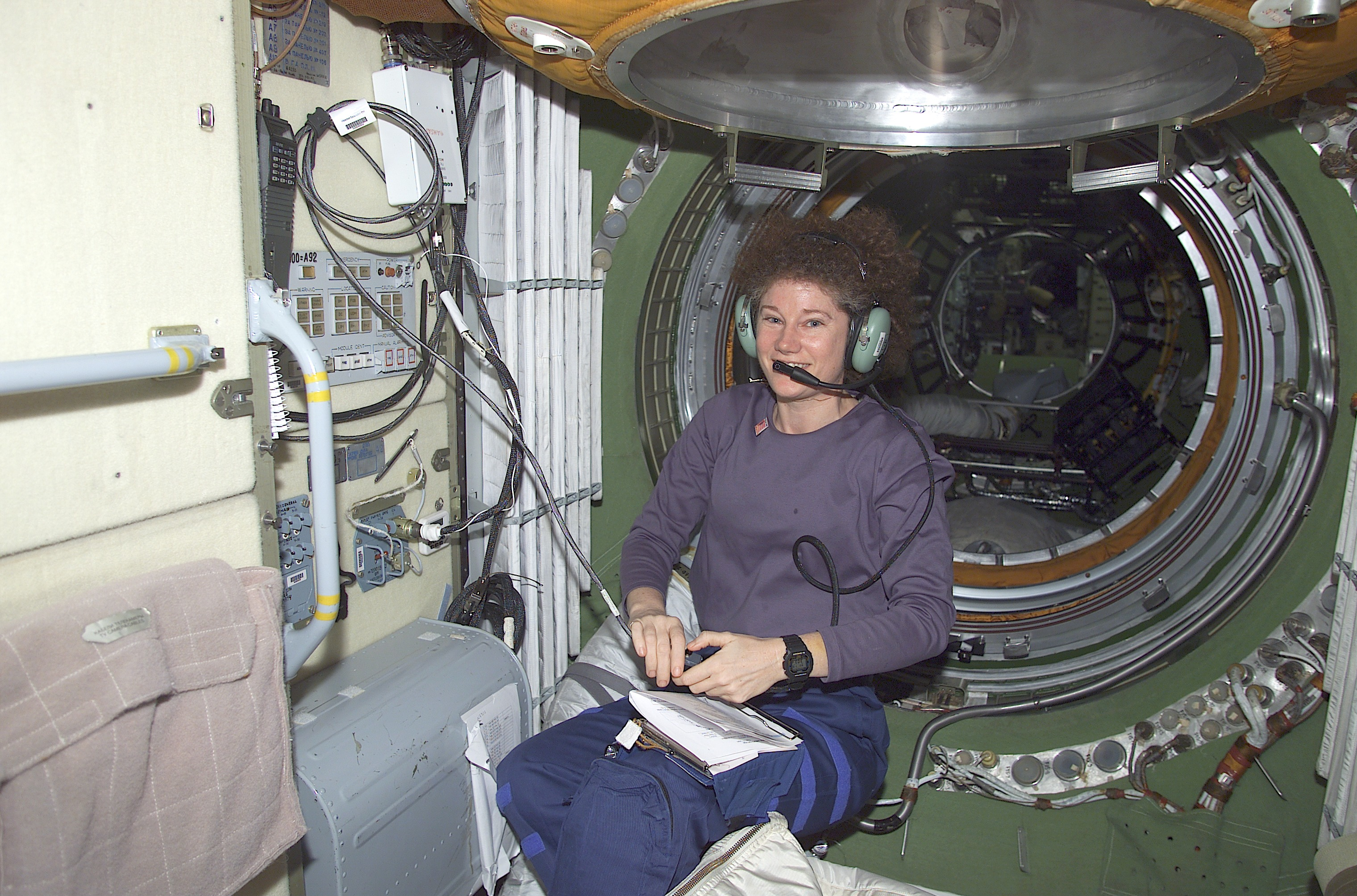
Astronautin Susan Helms im Zarya-Modul bei einem Amateurfunkkontakt (2001)

Das Projekt ARISS (englisch Amateur Radio on the International Space Station, deutsch: Amateurfunk auf der Internationalen Raumstation) ermöglicht Schülern mit dem Amateurfunkdienst über Satelliten Funkkontakte mit Astronauten in der Raumstation ISS. Ehrenamtlich tätige Funkamateure stellen Verbindungen zwischen Schulen und der Raumstation her.
Die erste Phase von ARISS fand bereits im ersten Modul der ISS Sarja statt, sodass bereits zwei Jahre nach dessen Start der erste Schulkontakt durch den Astronauten William Shepherd während der ersten ISS-Mission am 21. Dezember 2000 durchgeführt werden konnte. Auf dem Sarja-Modul befindet sich auch der APRS-Digipeater. Vorläufer des Projekts waren das Shuttle Amateur Radio Experiment und Space Amateur Radio Experiment (jeweils SAREX).
Die ARISS-International Working Group befindet sich in Silver Spring, MD, Vereinigte Staaten.

## Antennen der ISS

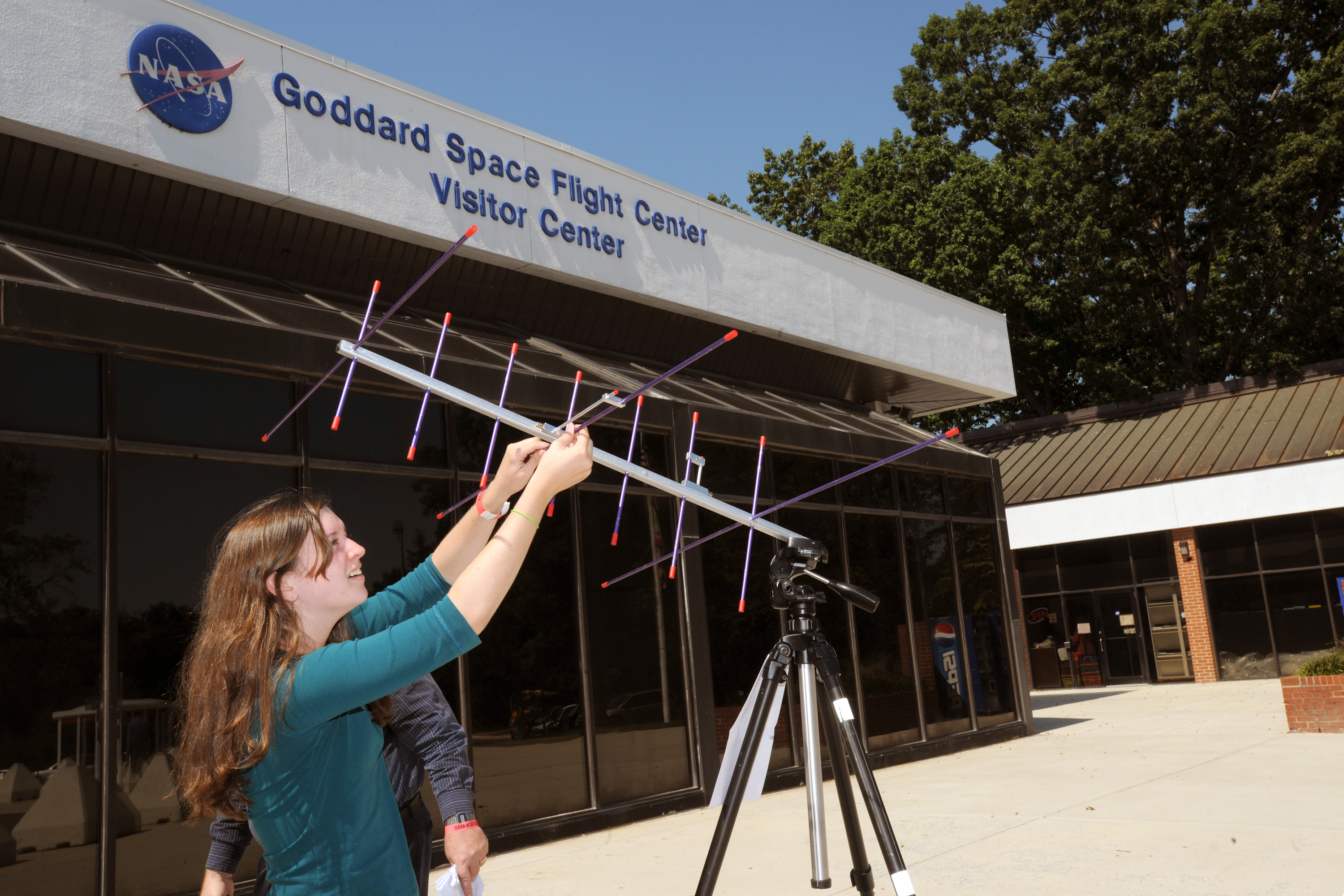
Antenne für ARISS am Goddard Space Flight Center (2012)

Im Rahmen der ARISS Phase 2 wurden während verschiedener Außenbordeinsätze am Swesda-Modul mehrere Antennen für das 10-Meter-Band, 2-Meter-Band, 70-Zentimeter-Band sowie das 23-Zentimeter-Band installiert. Für die Amateurfunkstelle im Columbus-Modul wurden im Oktober 2007 an dessen Mikrometeoriten-Schutzschild Antennen für das 13-Zentimeter-Band- und 23-Zentimeter-Band installiert. Die ursprünglich geplanten Antennen für UHF wurden aus Kostengründen nicht installiert. Die Kosten für die Installation der Antennen am Columbus-Modul übertrafen 100.000 Euro. Die Technische Universität Breslau beantragte beim polnischen Ministerium für Wissenschaft und Entwicklung einen Fonds, der 14.000 Euro der Kosten deckte. Weitere 69.000 Euro wurden von der ARISS aus Spenden finanziert.

## HamTV
Am 13. April 2014 erfolgte die abschließende Konfiguration des HamTV, eines DATV-Systems auf dem Modul Columbus der Internationalen Raumstation ISS. ISS-Kommandant Kōichi Wakata (Rufzeichen KC5ZTA betrieb den DATV-Sender im Columbus-Modul unter dem belgischen Rufzeichen OR4ISS. Die Sendung der ARISS-Antenne 43 wurde am Boden von der französischen Amateurfunkstation F6DZP auf 2395 MHz im 13-cm-Amateurfunkband empfangen und auf der Videoplattform YouTube veröffentlicht. Das HamTV-System soll bei künftigen Schulkontakten nicht nur Ton, sondern auch Livebilder aus der Raumstation liefern. Der erste Test-Einsatz sollte am 1. September 2014 beim ARISS-Funkkontakt mit dem Gymnasium Siegburg, Nordrhein-Westfalen stattfinden, wurde jedoch abgekündigt. Am 11. Februar 2016, während der ISS-Expedition 46, fand der erste erfolgreiche Einsatz von HamTV während eines Schulkontakts zwischen dem ISS-Bordingenieur Timothy Peake (Rufzeichen KG5BVI) und der Mädchenschule Royal Masonic School for Girls aus Rickmansworth, Großbritannien statt.

## Frequenzen

ITU-Regionen
Region 1
Region 2
Region 3

| 2-Meter-Band                      | 2-Meter-Band                      | Betriebsart                 | Nutzung                             | ITU-Region     |
| Downlink                          | Uplink                            | Betriebsart                 | Nutzung                             | ITU-Region     |
| --------------------------------- | --------------------------------- | --------------------------- | ----------------------------------- | -------------- |
| 145,800 MHz                       | 145,200 MHz                       | Fonie in FM                 | Crew-Kontakt                        | Region 1       |
| 145,800 MHz                       | 144,490 MHz                       | Fonie in FM                 | Crew-Kontakt                        | Region 2 und 3 |
| 145,800 MHz                       |                                   | SSTV in FM                  | SSTV-Downlink einer Außenbordkamera | weltweit       |
| 145,825 MHz                       | 145,825 MHz                       | FM mit 1200 Baud AFSK       | APRS-Digipeater                     | weltweit       |
| 2-Meter-Band / 70-Zentimeter-Band | 2-Meter-Band / 70-Zentimeter-Band | Betriebsart                 | Nutzung                             | ITU-Region     |
| Downlink                          | Uplink                            | Betriebsart                 | Nutzung                             | ITU-Region     |
| 437,800 MHz                       | 145,990 MHz                       | Fonie in FM mit 67 Hz CTCSS | Crossband-Repeater                  | weltweit       |
| 2-Meter-Band / 23-Zentimeter-Band | 2-Meter-Band / 23-Zentimeter-Band | Betriebsart                 | Nutzung                             | ITU-Region     |
| Downlink                          | Uplink                            | Betriebsart                 | Nutzung                             | ITU-Region     |
| 145,800 MHz                       | 1269,650 MHz                      | Fonie in FM                 | Crossband-Repeater                  | weltweit       |
| 70-Zentimeter-Band                | 70-Zentimeter-Band                | Betriebsart                 | Nutzung                             | ITU-Region     |
| Downlink                          | Uplink                            | Betriebsart                 | Nutzung                             | ITU-Region     |
| 437,550 MHz                       | 437,550 MHz                       | Fonie in FM                 | Crew-Kontakt Simplex                | weltweit       |
| 13-Zentimeter-Band                | 13-Zentimeter-Band                | Betriebsart                 | Nutzung                             | ITU-Region     |
| Downlink                          | Uplink                            | Betriebsart                 | Nutzung                             | ITU-Region     |
| 2,395 GHz                         |                                   | DATV Symbolrate: 2,0 MS/s   | HamTV                               | weltweit       |